# Tohana
Tohana è una città dell'India di 51.518 abitanti, situata nel distretto di Fatehabad, nello stato federato dell'Haryana. In base al numero di abitanti la città rientra nella classe II (da 50.000 a 99.999 persone).

## Geografia fisica
La città è situata a 29° 41' 60 N e 75° 54' 0 E e ha un'altitudine di 223 m s.l.m..

## Società

### Evoluzione demografica
Al censimento del 2001 la popolazione di Tohana assommava a 51.518 persone, delle quali 27.262 maschi e 24.256 femmine. I bambini di età inferiore o uguale ai sei anni assommavano a 7.738, dei quali 4.211 maschi e 3.527 femmine. Infine, coloro che erano in grado di saper almeno leggere e scrivere erano 31.528, dei quali 18.218 maschi e 13.310 femmine.